# Sackshof
Sackshof (auch Hofstett) ist eine Wüstung in der Gemarkung von Markt Einersheim im unterfränkischen Landkreis Kitzingen. Der Hof wurde im 16. oder 17. Jahrhundert aufgegeben und durch den Neubauhof ersetzt.

## Geografische Lage
Die Wüstung liegt im äußersten Osten der Markt Einersheimer Gemarkung. Nördlich ist heute das Naturschutzgebiet Schloßbergsattel bei Markt Einersheim zu finden. Weiter im Osten beginnt die Ziegenbacher Gemarkung auf dem Gebiet der Gemeinde Markt Bibart im mittelfränkischen Landkreis Neustadt an der Aisch-Bad Windsheim. Südlich entspringt der Breitbachzufluss Moorseebach. Etwa 300 m im Westen ist heute der Neubauhof zu finden. Bis in die 1960er Jahre befand sich ein kleiner See an der Stelle der ehemaligen Siedlung.

## Geschichte
Der Ortsname leitet sich von einem Hofbesitzer mit Nachnamen Sack her. Er hatte den Hof wohl im 14. Jahrhundert inne. Bei der Anlage handelte es sich um den alten Bauhof, der zur Burg Speckfeld gehörte. Erstmals erwähnt wurde der Sackshof im Jahr 1341. Damals belehnte Ludwig von Hohenlohe den Chunradt Seheimer mit dem „hoff Hofsteten gelegen under Specuelt“. Noch 1392 tauchte „Höstetten“ in einem Lehenbuch der Herren von Hohenlohe auf.
Im 15. Jahrhundert starb das Adelsgeschlecht aus und die Besitzungen wurden unter den Grafen zu Castell und den Schenken von Limpurg aufgeteilt. Die Grenze zwischen beiden Einflussbereichen verlief „durch den Sack“, wahrscheinlich eine Flurlage in der Nähe des Hofes. Ein Jahr später, 1414, hielten die Limpurg die „Eckern gein des Sacks huss“. 1422 forderten allerdings andere Adelsgeschlechter die unrechtmäßigen Güter von Graf Leonhard zu Castell zurück.
Außerdem war das Kloster Münsterschwarzach bis 1495 „auf der Hochsteet“ begütert und trat die Lehen dann an das Hochstift Würzburg ab. Das Hochstift verlieh dann 1519 die Rechte wiederum an die Schenken von Limpurg. Wahrscheinlich wurde der Hof im 16. oder 17. Jahrhundert aufgegeben. Im Jahr 1769 erwähnte man in einer Aufzählung der Güter, die zum Neubauhof gehörten auch 48 Morgen Feld in „der Höchstatt“. Die Flurlage umfasste auch einen Forst.